# Olympique de Valence
L’Olympique de Valence, meglio noto come Valence, è una società calcistica francese con sede nella città di Valence. Milita nella Ligue Rhône-Alpes de football, la sesta serie del campionato francese.

## Storia
L'AS Valence fu fondata nel mese di agosto 2005 dopo il fallimento del precedente ASOA Valence, militante nel Championnat National.
Il club, guidato da Eric Vila, si iscrisse al DH Rhône-Alpes, campionato regionale del sesto livello del campionato francese, terminando al quarto posto l'annata 2005-2006.
Nell'estate del 2006 l'ex calciatore dell'ASOA Fabien Mira fu ingaggiato come tecnico. Al termine della successiva stagione la squadra terminerà decima retrocedendo nuovamente.
Nel 2008 il club vince la DHR al primo tentativo e termina al secondo posto nella DH nel 2008-2009. Vince la DH Rhône-Alpes nel 2010 guadagnandosi la promozione nel gruppo D della CFA 2 per la stagione 2010-2011.
Il Valence terminò la stagione secondo, dietro al Chambéry, ma fu promosso lo stesso in CFA dopo che la FFF negò la promozione al club di Savoia.
Il club terminò la stagione al sesto posto del gruppo B, mantenendo il loro posto in serie per la stagione successiva. Nonostante gravi problemi finanziari, il club riuscì a mantenere in CFA per altre due stagioni, prima di dichiarare bancarotta nel 2014.
Immediatamente un nuovo club fu fondato, con il nome di Olympique de Valence, ripartendo dalla terza divisione regionale.

## Palmarès

### Competizioni nazionali
- Championnat National: 1

1991-1992

### Altri piazzamenti
- Championnat National:

Secondo posto: 2004-2005
Terzo posto: 2001-2002
- Championnat de France amateur 2:

Secondo posto: 2010-2011